# Prezydent Włoch
Prezydent Republiki Włoskiej (wł. Presidente della Repubblica Italiana) – głowa państwa włoskiego reprezentująca jedność narodową, urząd przewidziany na mocy Konstytucji Włoch.
Prezydent Republiki jest wybierany przez połączone izby parlamentu (Izbę Deputowanych i Senat) na wspólnym posiedzeniu z jednoczesnym udziałem przedstawicieli włoskich regionów. Wybór następuje w głosowaniu tajnym. Obowiązuje większość 2/3 elektorów, jednak po trzecim głosowaniu wymóg ten ogranicza się do większości bezwzględnej. Prezydentem Republiki może zostać wybrany każdy obywatel, który ukończył 50 lat, a także posiada pełnię praw obywatelskich. Kadencja trwa siedem lat, urzędu nie można łączyć z innymi stanowiskami. W razie opróżnienia stanowiska obowiązki Prezydenta Republiki wykonuje przewodniczący Senatu. Prezydent po zakończeniu kadencji uzyskuje mandat senatora dożywotniego.
Kompetencje Prezydenta Republiki mają charakter głównie reprezentacyjny, należą do nich możność wystosowania orędzia do izb parlamentu, zarządzanie wyborów, promulgacja ustaw, akredytacja przedstawicieli dyplomatycznych, zwierzchność nad siłami zbrojnymi, przewodniczenie Najwyższej Radzie Sądownictwa, stosowania prawa łaski, nadawanie odznaczeń. Akty Prezydenta Republiki wymagają dla swojej ważności kontrasygnaty właściwego ministra.
Urząd Prezydenta Republiki przewidziała powojenna konstytucja. Podobne stanowisko istniało jednak w okresie Republiki Włoskiej (1802–1805), zajmował je wówczas Napoleon Bonaparte.

## Prezydenci Republiki Włoskiej
|     | Prezydent            | Zdjęcie              | Początek kadencji | Koniec kadencji  | Partia |
| --- | -------------------- | -------------------- | ----------------- | ---------------- | ------ |
| 1.  | Enrico De Nicola     | Enrico De Nicola     | 1 stycznia 1948   | 12 maja 1948     | PLI    |
| 2.  | Luigi Einaudi        | Luigi Einaudi        | 12 maja 1948      | 11 maja 1955     | PLI    |
| 3.  | Giovanni Gronchi     | Giovanni Gronchi     | 11 maja 1955      | 11 maja 1962     | DC     |
| 4.  | Antonio Segni        | Antonio Segni        | 11 maja 1962      | 6 grudnia 1964   | DC     |
| 5.  | Giuseppe Saragat     | Giuseppe Saragat     | 29 grudnia 1964   | 29 grudnia 1971  | PSDI   |
| 6.  | Giovanni Leone       | Giovanni Leone       | 29 grudnia 1971   | 15 czerwca 1978  | DC     |
| 7.  | Sandro Pertini       | Sandro Pertini       | 9 lipca 1978      | 29 czerwca 1985  | PSI    |
| 8.  | Francesco Cossiga    | Francesco Cossiga    | 3 lipca 1985      | 28 kwietnia 1992 | DC     |
| 9.  | Oscar Luigi Scalfaro | Oscar Luigi Scalfaro | 28 maja 1992      | 15 maja 1999     | DC     |
| 10. | Carlo Azeglio Ciampi | Carlo Azeglio Ciampi | 18 maja 1999      | 15 maja 2006     | bezp.  |
| 11. | Giorgio Napolitano   | Giorgio Napolitano   | 15 maja 2006      | 22 kwietnia 2013 | DS     |
| 11. | Giorgio Napolitano   | Giorgio Napolitano   | 22 kwietnia 2013  | 14 stycznia 2015 | bezp.  |
| 12. | Sergio Mattarella    | Sergio Mattarella    | 3 lutego 2015     | 3 lutego 2022    | bezp.  |
| 12. | Sergio Mattarella    | Sergio Mattarella    | 3 lutego 2022     |                  | bezp.  |

Źródła: